# Bundestagswahlkreis Zweibrücken
Der Bundestagswahlkreis Zweibrücken war ein Wahlkreis in Rheinland-Pfalz von der Bundestagswahl 1949 bis zur  Bundestagswahl 1961. Er trug 1949 die Wahlkreisnummer 14, bei den nachfolgenden Wahlen die Wahlkreisnummer 161. Er umfasste während seines Bestehens die Städte Pirmasens und Zweibrücken sowie die damaligen Landkreise Pirmasens, Zweibrücken und Bergzabern.
Da Rheinland-Pfalz zur Bundestagswahl 1965 einen Wahlkreis hinzu bekam, wurde der Wahlkreis Zweibrücken aufgeteilt. Das Gebiet der Städte Pirmasens und Zweibrücken sowie die Landkreise Pirmasens und Zweibrücken bildeten den neu benannten Bundestagswahlkreis Pirmasens, während das Gebiet des Landkreises Bergzabern dem neu gebildeten Bundestagswahlkreis Landau zugeschlagen wurde.

## Wahlkreissieger
| Wahl | Abgeordneter | Abgeordneter | Partei | Stimmen in % |
| ---- | ------------ | ------------ | ------ | ------------ |
| 1949 |              | Josef Becker | CDU    | 46,6         |
| 1953 | 49,0         | Josef Becker | CDU    |              |
| 1957 | 52,1         | Josef Becker | CDU    |              |
| 1961 | 46,4         | Josef Becker | CDU    |              |

## Wahlkreisgeschichte
| Wahl      | Wahlkreisname   | Gebiet                                                                                   |
| --------- | --------------- | ---------------------------------------------------------------------------------------- |
| 1949      | 14 Zweibrücken  | Pirmasens, Zweibrücken, Landkreis Pirmasens, Landkreis Zweibrücken, Landkreis Bergzabern |
| 1953–1961 | 161 Zweibrücken | Pirmasens, Zweibrücken, Landkreis Pirmasens, Landkreis Zweibrücken, Landkreis Bergzabern |

## Wahlergebnisse

### Bundestagswahl 1961
| Kandidaten                     | Kandidaten                | Parteien/Listen   | Erststimmen | Erststimmen | Zweitstimmen | Zweitstimmen |
| Kandidaten                     | Kandidaten                | Parteien/Listen   | Stimmen     | %           | Stimmen      | %            |
| ------------------------------ | ------------------------- | ----------------- | ----------- | ----------- | ------------ | ------------ |
|                                | Rudolf Kaffka             | SPD               | 50.374      | 36,3        | 49.010       | 36,0         |
|                                | Josef Beckergewählt im WK | CDU               | 64.626      | 46,6        | 63.143       | 46,4         |
|                                | Fritz Glahn               | FDP               | 16.921      | 12,2        | 16.573       | 12,2         |
|                                | Reinhard Claus            | GDP               | 499         | 0,4         | 555          | 0,4          |
|                                | Emil Weber                | DFU               | 1.829       | 1,3         | 1.933        | 1,4          |
|                                | Hans Schikora             | DRP               | 4.266       | 3,1         | 4.446        | 3,3          |
|                                | Oswald Müller             | DG                | 451         | 0,3         | 452          | 0,3          |
| Gesamt                         | Gesamt                    | Gesamt            | 138.766     | 100         | 136.112      | 100          |
|                                |                           |                   |             |             |              |              |
| Ungültige Stimmen              | Ungültige Stimmen         | Ungültige Stimmen | 4.888       | 3,4         | 7.542        | 5,3          |
| Wähler                         | Wähler                    | Wähler            | 143.654     | 88,3        | 143.654      | 88,3         |
| Wahlberechtigte                | Wahlberechtigte           | Wahlberechtigte   | 162.624     |             | 162.624      |              |
|                                |                           |                   |             |             |              |              |
| Quellen: Der Bundeswahlleiter, |                           |                   |             |             |              |              |

### Bundestagswahl 1957
| Kandidaten                     | Kandidaten                | Parteien/Listen   | Erststimmen | Erststimmen | Zweitstimmen | Zweitstimmen |
| Kandidaten                     | Kandidaten                | Parteien/Listen   | Stimmen     | %           | Stimmen      | %            |
| ------------------------------ | ------------------------- | ----------------- | ----------- | ----------- | ------------ | ------------ |
|                                | Josef Beckergewählt im WK | CDU               | 68.161      | 52,1        | 67.952       | 52,0         |
|                                | Luise Herklotz            | SPD               | 42.885      | 32,8        | 42.813       | 32,7         |
|                                | Fritz Glahn               | FDP               | 13.359      | 10,2        | 13.226       | 10,1         |
|                                | Bodo Mueller-Goldingen    | GB/BHE            | 1.215       | 0,9         | 1.267        | 1,0          |
|                                | Hermann Wendel            | DP                | 1.326       | 1,0         | 1.427        | 1,1          |
|                                | Ernst Sander              | DRP               | 2.821       | 2,2         | 3.006        | 2,3          |
|                                | Friedrich Barth           | BdD               | 419         | 0,3         | 418          | 0,3          |
|                                | Rudolf Schmidt            | DG                | 665         | 0,5         | 666          | 0,5          |
| Gesamt                         | Gesamt                    | Gesamt            | 130.851     | 100         | 130.775      | 100          |
|                                |                           |                   |             |             |              |              |
| Ungültige Stimmen              | Ungültige Stimmen         | Ungültige Stimmen | 5.247       | 3,9         | 5.323        | 3,9          |
| Wähler                         | Wähler                    | Wähler            | 136.098     | 88,6        | 136.098      | 88,6         |
| Wahlberechtigte                | Wahlberechtigte           | Wahlberechtigte   | 153.607     |             | 153.607      |              |
|                                |                           |                   |             |             |              |              |
| Quellen: Der Bundeswahlleiter, |                           |                   |             |             |              |              |

### Bundestagswahl 1953
| Kandidaten                     | Kandidaten        | Parteien/Listen   | Erststimmen | Erststimmen | Zweitstimmen | Zweitstimmen |
| Kandidaten                     | Kandidaten        | Parteien/Listen   | Stimmen     | %           | Stimmen      | %            |
| ------------------------------ | ----------------- | ----------------- | ----------- | ----------- | ------------ | ------------ |
|                                | −gewählt im WK    | CDU               | 57.744      | 49,0        | 58.127       | 48,5         |
|                                | −                 | SPD               | 37.284      | 31,6        | 36.508       | 30,5         |
|                                | −                 | FDP               | 14.632      | 12,4        | 12.975       | 10,8         |
|                                | −                 | GB/BHE            | –           | –           | 996          | 0,8          |
|                                | −                 | DP                | –           | –           | 918          | 0,8          |
|                                | −                 | KPD               | 3.494       | 3,0         | 3.506        | 2,9          |
|                                | −                 | GVP               | 1.720       | 1,5         | 1.464        | 1,2          |
|                                | −                 | DRP               | –           | –           | 5.297        | 4,4          |
|                                | −                 | DNS               | 2.955       | 2,5         | –            | –            |
| Gesamt                         | Gesamt            | Gesamt            | 117.829     | 100         | 119.791      | 100          |
|                                |                   |                   |             |             |              |              |
| Ungültige Stimmen              | Ungültige Stimmen | Ungültige Stimmen | 6.884       | 5,5         | 4.922        | 3,9          |
| Wähler                         | Wähler            | Wähler            | 124.713     | 86,3        | 124.713      | 86,3         |
| Wahlberechtigte                | Wahlberechtigte   | Wahlberechtigte   | 144.519     |             | 144.519      |              |
|                                |                   |                   |             |             |              |              |
| Quellen: Der Bundeswahlleiter, |                   |                   |             |             |              |              |

### Bundestagswahl 1949
| Kandidaten                     | Kandidaten        | Parteien/Listen   | Erststimmen | Erststimmen | Zweitstimmen | Zweitstimmen |
| Kandidaten                     | Kandidaten        | Parteien/Listen   | Stimmen     | %           | Stimmen      | %            |
| ------------------------------ | ----------------- | ----------------- | ----------- | ----------- | ------------ | ------------ |
|                                | −                 | SPD               | –           | –           | 33.703       | 34,6         |
|                                | –                 | CDU               | –           | –           | 45.447       | 46,6         |
|                                | –                 | FDP               | –           | –           | 10.753       | 11,0         |
|                                | −                 | KPD               | –           | –           | 7.586        | 7,8          |
| Gesamt                         | Gesamt            | Gesamt            | 0           | 100         | 97.489       | 100          |
|                                |                   |                   |             |             |              |              |
| Ungültige Stimmen              | Ungültige Stimmen | Ungültige Stimmen | 103.344     | 100,0       | 5.855        | 5,7          |
| Wähler                         | Wähler            | Wähler            | 103.344     | 81,7        | 103.344      | 81,7         |
| Wahlberechtigte                | Wahlberechtigte   | Wahlberechtigte   | 126.504     |             | 126.504      |              |
|                                |                   |                   |             |             |              |              |
| Quellen: Der Bundeswahlleiter, |                   |                   |             |             |              |              |